# Ceresium elatum
Ceresium elatum là một loài bọ cánh cứng trong họ Cerambycidae.